# تاکویا ایشیدا
تاکویا ایشی دا (انگلیسی: Takuya Ishida) هنرپیشه مرد اهل ژاپن است که در سال 1987 میلادی به دنیا آمد و از سال 2005 در فیلم های گوناگونی به ایفای نقش پرداخته است.